# 柯爾特野馬半自動手槍
柯爾特野馬手槍（英語：Colt Mustang）是最初由柯爾特工程师漢克·塔特羅（Hank Tatro）所設計、由柯爾特所生產的兩把輕便袖珍型單動式半自動手槍所組成的系列，發射.380 ACP口徑手枪子彈。
該手槍系列從1983年到1996年以柯爾特野馬之名生產；從2011年到現在，除了重新推出野馬手槍的合金底把型號以外，還有更新型的聚合物底把版本：柯爾特野馬XSP半自動手槍。

## 簡史
1983年，柯爾特生產公司推出.380 ACP口徑的柯爾特Mark IV／80系列政府型。這款袖珍手槍在外觀上雖然與柯爾特M1911相似，但設計上並非如此。政府型.380的明顯不同之處在於它的尺寸縮小至全尺寸型M1911政府型的大約78％。原廠附帶的.380政府型的彈匣容量為7+1發。1986年，柯爾特推出了簡化型.380手槍，裝有縮短的槍管、套筒和握把式底把，容量減少2發，並且以野馬（英語：Mustang）的名義出售。1987年，袖珍輕便型版本被推出，因為減輕了武器的重量，增加了其受歡迎程度。1988年，推出了野馬加二型（英語：Plus II），裝上有原來的政府型的、較長的握把式底把。野馬加二型的名字來源於其彈匣容量要比原來的野馬手槍多裝2發。在若干年後，柯爾特在野馬手槍彈匣以上改進了它倆的托彈簧和托彈皮，將其基礎容量提高到6發。1993年，推出了裝有柵塊點氚光式（英語：Bar Dot Tritium）夜間瞄準具的夜光.380型（英語：Night Light .380）。1996年，柯爾特新增了烤藍钢製底把或不鏽鋼製版本。2011年，柯爾特重新推出了過去停產的野馬袖珍精簡型，並且在2013年推出柯爾特野馬XSP，一個採用了更新型設計的聚合物底把版本。

## 圖集

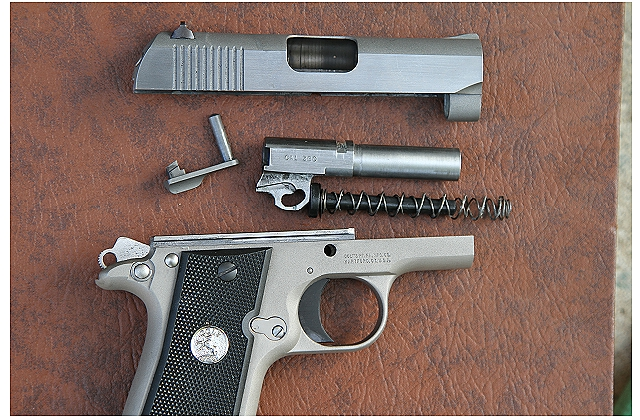
柯爾特野馬袖珍精簡型手槍的不完全分解。

## 資料來源
1. 1 2  .   [2019-07-25]. （原始内容存档于2021-01-24）.
2. 1 2  .   [2019-07-25]. （原始内容存档于2020-11-08）.
3. ↑  Colt .380 Mustang® Pocketlite (archived version)

## 外部連結
- （英文）—Official page （页面存档备份，存于）
- （英文）—The Firearm Blog.com—New Improved Colt .380 Mustang Pocketlite Pistol （页面存档备份，存于）
- （英文）—The Truth About Guns.com—Gun Review: Colt Mustang Mark IV Series 80 Plus II （页面存档备份，存于）
- （英文）—Guns & Ammo.com—Introducing the Colt .380 Mustang Pocketlite （页面存档备份，存于）
- （英文）—Tactical Life.com—Colt Mustang Pocketlite .380 ACP Handgun Review （页面存档备份，存于）
- （英文）—Personal Defense World.com—Colt Mustang Pocketlite .380 （页面存档备份，存于）
- （英文）—HLebooks.com—
  - Colt pistol model Mustang (infographic drawing) （页面存档备份，存于）
  - Colt pistol model Mustang II PLUS (infographic drawing) （页面存档备份，存于）